# Vila, Salomonöarna
Vila är en plats på södra änden av Kolombangara, Salomonöarna. Ursprungligen platsen för kokosplantagen Vila Stanmore.
Under andra världskriget byggde japanska styrkor ett flygfält för att etappflyga flygplan från Rabaul ner till Guadalcanal, och vid flera tillfällen med början den 24 januari 1943 försökte amerikanska styrkor att sätta landningsbanan ur drift genom att bomba den. Den var emellertid fortfarande i bruk till japanerna evakuerade Kolombangara i september och början av oktober 1943.
Flygfältet finns fortfarande än idag och besöks ibland av turister intresserade av historien.